# Merope angulata
Merope angulata (Willd.) Swingle è una pianta della famiglia delle Rutaceae. È l'unica specie nota del genere Merope M.Roem..

## Distribuzione e habitat
La specie è diffusa dall'India alla Nuova Guinea
Cresce nelle foreste di mangrovie o nelle aree paludose costiere.